# Collinsia caliginosa
Collinsia caliginosa là một loài nhện trong họ Linyphiidae.
Loài này thuộc chi Collinsia. Collinsia caliginosa được Ludwig Carl Christian Koch miêu tả năm 1879.